# كنيسة سانت تريز بشبرا
كنيسة سانت تريز بشبرا هي كنيسة صغيرة كاثوليكية رومانية في القاهرة، مصر، مكرسة لتيريز دو ليزيو. تم وضع حجر الأساس للكنيسة عام 1931 وتم الانتهاء من بنائها عام 1932. الكنيسة تنتمي للنيابة الرسولية للإسكندرية بمصر. أعترف بها كبازيليك في 8 يوليو 1972. تشتهر القديسة تريز بين المصريين الأقباط الكاثوليك والأقباط الأرثوذكس. تشهد مئات الألواح النذرية التي تغطي جدران القبو بشفاعة القديسة. سميت محطة المترو القريبة من الكنيسة باسم القديسة تريز.